# Ashibetsu
Ashibetsu (芦別市?, Ashibetsu-shi, in lingua ainu: Aspet) è una città che ricade sotto la giurisdizione della sottoprefettura di Sorachi. È situata nella zona centrale della prefettura di Hokkaidō, in Giappone.

## Clima
| Ashibetsu (1991-2020) Fonte: JMA | Mesi         | Mesi         | Mesi         | Mesi         | Mesi        | Mesi        | Mesi        | Mesi        | Mesi        | Mesi        | Mesi         | Mesi         | Stagioni | Stagioni | Stagioni | Stagioni | Anno    |
| Ashibetsu (1991-2020) Fonte: JMA | Gen          | Feb          | Mar          | Apr          | Mag         | Giu         | Lug         | Ago         | Set         | Ott         | Nov          | Dic          | Inv      | Pri      | Est      | Aut      | Anno    |
| -------------------------------- | ------------ | ------------ | ------------ | ------------ | ----------- | ----------- | ----------- | ----------- | ----------- | ----------- | ------------ | ------------ | -------- | -------- | -------- | -------- | ------- |
| T. max. media (°C)               | −1,9         | −0,7         | 3,8          | 11,4         | 18,8        | 23,0        | 26,5        | 26,9        | 22,6        | 15,5        | 7,1          | 0,1          | −0,8     | 11,3     | 25,5     | 15,1     | 12,8    |
| T. media (°C)                    | −6,4         | −5,6         | −1,0         | 5,5          | 12,3        | 16,9        | 20,9        | 21,4        | 16,6        | 9,6         | 2,7          | −3,8         | −5,3     | 5,6      | 19,7     | 9,6      | 7,4     |
| T. min. media (°C)               | −11,3        | −11,1        | −6,1         | 0,0          | 6,1         | 11,8        | 16,4        | 17,0        | 11,7        | 4,7         | −1,2         | −7,8         | −10,1    | 0,0      | 15,1     | 5,1      | 2,5     |
| T. max. assoluta (°C)            | 7,6 (2001)   | 13,2 (2010)  | 15,5 (2021)  | 28,7 (1998)  | 33,0 (2019) | 35,7 (2014) | 37,2 (2021) | 36,7 (2021) | 33,1 (2012) | 25,4 (2019) | 20,9 (2003)  | 14,3 (1989)  | 14,3     | 33,0     | 37,2     | 33,1     | 37,2    |
| T. min. assoluta (°C)            | −26,3 (1985) | −25,7 (1998) | −23,8 (1986) | −11,2 (1987) | −2,4 (2008) | 1,8 (1989)  | 8,0 (2015)  | 8,4 (2004)  | 1,7 (2013)  | −2,7 (1980) | −13,3 (2016) | −21,1 (2020) | −26,3    | −23,8    | 1,8      | −13,3    | −26,3   |
| Giorni di calura (Tmax ≥ 30 °C)  | 0,0          | 0,0          | 0,0          | 0,0          | 0,3         | 0,9         | 4,5         | 6,1         | 1,0         | 0,0         | 0,0          | 0,0          | 0,0      | 0,3      | 11,5     | 1,0      | 12,8    |
| Giorni di gelo (Tmin ≤ 0 °C)     | 30,9         | 28,3         | 29,7         | 15,9         | 0,9         | 0,0         | 0,0         | 0,0         | 0,0         | 2,2         | 19,5         | 30,2         | 89,4     | 46,5     | 0,0      | 21,7     | 157,6   |
| Giorni di ghiaccio (Tmax ≤ 0 °C) | 22,9         | 16,8         | 5,4          | 0,1          | 0,0         | 0,0         | 0,0         | 0,0         | 0,0         | 0,0         | 2,1          | 16,3         | 56,0     | 5,5      | 0,0      | 2,1      | 63,6    |
| Precipitazioni (mm)              | 65,3         | 53,1         | 59,4         | 53,7         | 66,7        | 76,3        | 122,9       | 152,7       | 142,8       | 116,1       | 128,3        | 98,2         | 216,6    | 179,8    | 351,9    | 387,2    | 1 135,5 |
| Giorni di pioggia                | 17,2         | 14,9         | 14,1         | 11,8         | 11,2        | 9,1         | 10,7        | 11,8        | 12,5        | 15,4        | 18,7         | 20,4         | 52,5     | 37,1     | 31,6     | 46,6     | 167,8   |
| Nevicate (cm)                    | 161          | 140          | 108          | 14           | 0           | 0           | 0           | 0           | 0           | 2           | 67           | 177          | 478      | 122      | 0        | 69       | 669     |
| Giorni di neve                   | 18,3         | 16,2         | 13,3         | 1,9          | 0,0         | 0,0         | 0,0         | 0,0         | 0,0         | 0,2         | 6,3          | 18,5         | 53,0     | 15,2     | 0,0      | 6,5      | 74,7    |
| Ore di soleggiamento mensili     | 76,1         | 84,6         | 129,5        | 160,4        | 188,1       | 169,7       | 163,1       | 155,9       | 155,0       | 126,5       | 69,0         | 55,9         | 216,6    | 478,0    | 488,7    | 350,5    | 1 533,8 |
| Vento (direzione-m/s)            | SE 1,6       | SE 1,8       | SE 2,2       | NW 2,3       | NW 2,5      | NW 2,2      | NW 2,0      | NW 1,9      | SE 1,9      | SE 2,0      | SE 1,8       | SE 1,6       | 1,7      | 2,3      | 2,0      | 1,9      | 2,0     |